# Чемпіонат Південної Америки з футболу 1959 (Аргентина)
Чемпіонат Південної Америки з футболу 1959 року — двадцять шостий розіграш головного футбольного турніру серед національних збірних Південної Америки.
Турнір відбувався у Буенос-Айресі, столиці Аргентини, з 7 березня по 4 квітня 1959 року. Переможцем вдванадцяте стала збірна Аргентини.

## Формат
Відбірковий турнір не проводився. Від участі у турнірі відмовилась Колумбія та Еквадор. В підсумку у турнірі взяло участь сім учасників: Аргентина, Перу, Бразилія, Болівія, Парагвай, Чилі і Уругвай, які мали провести один з одним матч за круговою системою. Переможець групи ставав чемпіоном. Два очки присуджувались за перемогу, один за нічиєю і нуль за поразку. У разі рівності очок у двох лідируючих команд призначався додатковий матч.

## Стадіон
| Буенос-Айрес      |
| ----------------- |
| Монументаль       |
| Місткість: 67,664 |
|                   |

## Підсумкова таблиця
| Збірна    | І | В | Н | П | ГЗ | ГП | Р   | О  |
| --------- | - | - | - | - | -- | -- | --- | -- |
| Аргентина | 6 | 5 | 1 | 0 | 19 | 5  | +14 | 11 |
| Бразилія  | 6 | 4 | 2 | 0 | 17 | 7  | +10 | 10 |
| Парагвай  | 6 | 3 | 0 | 3 | 12 | 12 | 0   | 6  |
| Перу      | 6 | 1 | 3 | 2 | 10 | 11 | −1  | 5  |
| Чилі      | 6 | 2 | 1 | 3 | 9  | 14 | −5  | 5  |
| Уругвай   | 6 | 2 | 0 | 4 | 15 | 14 | +1  | 4  |
| Болівія   | 6 | 0 | 1 | 5 | 4  | 23 | −19 | 1  |

| 7 березня  | Аргентина | 6 | 1 | Чилі     |
| 8 березня  | Уругвай   | 7 | 0 | Болівія  |
| 10 березня | Бразилія  | 2 | 2 | Перу     |
| 11 березня | Парагвай  | 2 | 1 | Чилі     |
| 11 березня | Аргентина | 2 | 0 | Болівія  |
| 14 березня | Перу      | 5 | 3 | Уругвай  |
| 15 березня | Парагвай  | 5 | 0 | Болівія  |
| 15 березня | Бразилія  | 3 | 0 | Чилі     |
| 18 березня | Уругвай   | 3 | 1 | Парагвай |
| 18 березня | Аргентина | 3 | 1 | Перу     |
| 21 березня | Бразилія  | 4 | 2 | Болівія  |
| 21 березня | Чилі      | 1 | 1 | Перу     |
| 22 березня | Аргентина | 3 | 1 | Парагвай |
| 26 березня | Чилі      | 5 | 2 | Болівія  |
| 26 березня | Бразилія  | 3 | 1 | Уругвай  |
| 29 березня | Перу      | 0 | 0 | Болівія  |
| 29 березня | Бразилія  | 4 | 1 | Парагвай |
| 30 березня | Аргентина | 4 | 1 | Уругвай  |
| 2 квітня   | Парагвай  | 2 | 1 | Перу     |
| 2 квітня   | Чилі      | 1 | 0 | Уругвай  |
| 4 квітня   | Аргентина | 1 | 1 | Бразилія |

## Чемпіон
| Чемпіон Південної Америки 1959 |
| ------------------------------ |
| Аргентина 12-й титул           |

## Найкращі бомбардири
8 голів
- Пеле

6 голів
- Хосе Авейро

5 голів
- Пауло Валентін
- Мігель Лоайса

4 голи
- Рубен Ектор Соса